# Simon Straudi
Simon Straudi (ur. 27 stycznia 1998 w Bruneck) – włoski piłkarz, występujący na pozycji prawego obrońcy w austriackim klubie Austria Klagenfurt.